# Frygický modus
Frygický modus je pojem z oblasti hudební nauky, který se používá pro posloupnost tónů diatonické durové stupnice zahrané od jejího třetího stupně.

## Starořecký a středověký církevní frygický modus
V antickém Řecku byla pojmem frygický modus označována sestupná posloupnost tónů tvořená dvěma frygickými tetrachordy (posloupnost čtyř tónů s intervaly 2-1-2) oddělenými celým tónem. Výsledek je totožný s modem, který je dnes označován jako dórský.
Počínaje evropským středověkem je pojmem frygický modus označován modus durové stupnice popsaný v úvodním odstavci. O něm pojednává celý zbytek tohoto článku.

## Vlastnosti frygického modu
Frygický modus vznikne z durové stupnice jejím zahráním od třetího stupně, například v případě C dur je základním tónem frygického modu E a znění frygického modu: e-f-g-a-h-c-d.
Jedná se o mollový modus (s malou tercií), který je charakteristický „měkkou“ malou sekundou, kterou se liší od běžné mollové stupnice.
Nejbližším tvrdším modem je aiolský modus totožný s mollovou stupnicí. Nejbližším měkčím modem je lokrický modus, který se od frygického liší zmenšenou kvintou.

### Intervalové složení
| Stupeň   | Interval     | Příklad - C dur |
| -------- | ------------ | --------------- |
| I        | Prima        | e               |
| II       | Malá sekunda | f               |
| III      | Malá tercie  | g               |
| IV       | Čistá kvarta | a               |
| V        | Čistá kvinta | h               |
| VI       | Malá sexta   | c               |
| VII      | Malá septima | d               |
| VIII = I | Oktáva       | e               |

## Složení v jednotlivých tóninách
Následující tabulka obsahuje složení frygického modu pro jednotlivé tóniny.
| Stupnice | Předznamenání | Základní tón | Složení                     |
| -------- | ------------- | ------------ | --------------------------- |
| Cis dur  | 7♯            | eis          | eis fis gis ais his cis dis |
| Fis dur  | 6♯            | ais          | ais h cis dis eis fis gis   |
| H dur    | 5♯            | dis          | dis e fis gis ais h cis     |
| E dur    | 4♯            | gis          | gis a h cis dis e fis       |
| A dur    | 3♯            | cis          | cis d e fis gis a h         |
| D dur    | 2♯            | fis          | fis g a h cis d e           |
| G dur    | 1♯            | h            | h c d e fis g a             |
| C dur    | -             | e            | e f g a h c d               |
| F dur    | 1♭            | a            | a b c d e f g               |
| B dur    | 2♭            | d            | d es f g a b c              |
| Es dur   | 3♭            | g            | g as b c d es f             |
| As dur   | 4♭            | c            | c des es f g as b           |
| Des dur  | 5♭            | f            | f ges as b c des es         |
| Ges dur  | 6♭            | b            | b ces des es f ges as       |
| Ces dur  | 7♭            | es           | es fes ges as b ces des     |

## Charakteristické akordy
Pro frygický modus je charakteristický mollový kvintakord, ze septakordů pak malý mollový septakord.
Kompletní tónový materiál modu je vyjádřen sedmizvukem (tercdecimovým akordem) {\displaystyle Xmi^{13-/9-}\,\!} (X je základní tón frygického modu).
Následující tabulka obsahuje charakteristické akordy frygického modu v tónině C dur.
| Typ akordu         | Značka (C dur)                   |
| ------------------ | -------------------------------- |
| Kvintakord         | {\displaystyle Emi\,\!}          |
| Septakord          | {\displaystyle Emi^{7}\,\!}      |
| Nonový akord       | {\displaystyle Emi^{9-}\,\!}     |
| Undecimový akord   | {\displaystyle Emi^{11/9-}\,\!}  |
| Tercdecimový akord | {\displaystyle Emi^{13-/9-}\,\!} |

Použitelné jsou i další akordy, které vzniknou vynecháním některých intervalů v {\displaystyle Dmi^{13}\,\!}, například:
- {\displaystyle Emi^{6-},Emi^{add9-},Emi^{7add11}\,\!}